# Jurica Puljiz
Jurica Puljiz (Imoschi, 13 dicembre 1979) è un ex calciatore croato, di ruolo difensore.

## Statistiche

### Cronologia presenze e reti in nazionale
| Cronologia completa delle presenze e delle reti in nazionale ― Croazia under 20 | Cronologia completa delle presenze e delle reti in nazionale ― Croazia under 20 | Cronologia completa delle presenze e delle reti in nazionale ― Croazia under 20 | Cronologia completa delle presenze e delle reti in nazionale ― Croazia under 20 | Cronologia completa delle presenze e delle reti in nazionale ― Croazia under 20 | Cronologia completa delle presenze e delle reti in nazionale ― Croazia under 20 | Cronologia completa delle presenze e delle reti in nazionale ― Croazia under 20 | Cronologia completa delle presenze e delle reti in nazionale ― Croazia under 20 |
| Data                                                                            | Città                                                                           | In casa                                                                         | Risultato                                                                       | Ospiti                                                                          | Competizione                                                                    | Reti                                                                            | Note                                                                            |
| ------------------------------------------------------------------------------- | ------------------------------------------------------------------------------- | ------------------------------------------------------------------------------- | ------------------------------------------------------------------------------- | ------------------------------------------------------------------------------- | ------------------------------------------------------------------------------- | ------------------------------------------------------------------------------- | ------------------------------------------------------------------------------- |
| 15-4-1998                                                                       | Venezia                                                                         | Italia under 20                                                                 | 1 – 0                                                                           | Croazia under 20                                                                | Amichevole                                                                      | -                                                                               | 46’                                                                             |
| 28-9-1999                                                                       | Gospić                                                                          | Croazia under 20                                                                | 4 – 2                                                                           | Slovenia under 20                                                               | Amichevole                                                                      | -                                                                               |                                                                                 |
| Totale                                                                          |                                                                                 | Presenze                                                                        | 2                                                                               |                                                                                 | Reti                                                                            | 0                                                                               |                                                                                 |

| Cronologia completa delle presenze e delle reti in nazionale ― Croazia under 19 | Cronologia completa delle presenze e delle reti in nazionale ― Croazia under 19 | Cronologia completa delle presenze e delle reti in nazionale ― Croazia under 19 | Cronologia completa delle presenze e delle reti in nazionale ― Croazia under 19 | Cronologia completa delle presenze e delle reti in nazionale ― Croazia under 19 | Cronologia completa delle presenze e delle reti in nazionale ― Croazia under 19 | Cronologia completa delle presenze e delle reti in nazionale ― Croazia under 19 | Cronologia completa delle presenze e delle reti in nazionale ― Croazia under 19 |
| Data                                                                            | Città                                                                           | In casa                                                                         | Risultato                                                                       | Ospiti                                                                          | Competizione                                                                    | Reti                                                                            | Note                                                                            |
| ------------------------------------------------------------------------------- | ------------------------------------------------------------------------------- | ------------------------------------------------------------------------------- | ------------------------------------------------------------------------------- | ------------------------------------------------------------------------------- | ------------------------------------------------------------------------------- | ------------------------------------------------------------------------------- | ------------------------------------------------------------------------------- |
| 22-4-1998                                                                       | Sugiez                                                                          | Svizzera under 19                                                               | 0 – 0                                                                           | Croazia under 19                                                                | Qual. Europeo Under-19 1998                                                     | -                                                                               |                                                                                 |
| 20-5-1998                                                                       | Varaždin                                                                        | Croazia under 19                                                                | 2 – 0                                                                           | Svizzera under 19                                                               | Qual. Europeo Under-19 1998                                                     | -                                                                               |                                                                                 |
| 19-7-1998                                                                       | Agia Napa                                                                       | Croazia under 19                                                                | 2 – 5                                                                           | Irlanda under 19                                                                | Europeo Under-19 1998 - 1º turno                                                | -                                                                               | 55’ 60’                                                                         |
| 23-7-1998                                                                       | Dherynia                                                                        | Inghilterra under 19                                                            | 0 – 3                                                                           | Croazia under 19                                                                | Europeo Under-19 1998 - 1º turno                                                | -                                                                               | 18’                                                                             |
| 27-7-1998                                                                       | Larnaca                                                                         | Portogallo under 19                                                             | 0 – 0 dts (4 – 5 dtr)                                                           | Croazia under 19                                                                | Europeo Under-19 1998 - 1º turno                                                | -                                                                               | 75’                                                                             |
| Totale                                                                          |                                                                                 | Presenze                                                                        | 5                                                                               |                                                                                 | Reti                                                                            | 0                                                                               |                                                                                 |

## Palmarès

### Club

#### Competizioni nazionali
- Campionato croato: 1

Hajduk Spalato: 2000-2001
- Campionato bosniaco: 1

Zrinjski Mostar: 2008-2009
- Coppa di Croazia: 1

Hajduk Spalato: 1999-2000